# Dmitri Kabanov
Dmitri Kabanov –en ruso, Дмитрий Кабанов– (13 de febrero de 1980) es un deportista ruso que compitió en judo. Ganó una medalla de bronce en el Campeonato Mundial de Judo de 2005, en la categoría de –100 kg.

## Palmarés internacional
| Campeonato Mundial | Campeonato Mundial | Campeonato Mundial | Campeonato Mundial |
| Año                | Lugar              | Medalla            | Categoría          |
| ------------------ | ------------------ | ------------------ | ------------------ |
| 2005               | El Cairo (Egipto)  | Medalla de bronce  | –100 kg            |